# Santa Maria della Scala (Chieri)
Die Pfarrkirche Santa Maria della Scala ist eine römisch-katholische Kirche im piemontesischen Chieri. Aufgrund ihrer Größe und ihres Alters wird sie traditionell als Dom von Chieri bezeichnet.

## Lage
Die Kirche liegt im Zentrum der Altstadt von Chieri an der Piazza Santa Lucia.

## Geschichte
Die heutige Kirche befindet sich an der Stelle eines römerzeitlichen Heiligtums, das auf Grund von Tradition und Grabungsbefunden unter dem Hauptaltar der Göttin Minerva zugeschrieben wird. Auf diesem wurde im 5. Jahrhundert eine Kirche errichtet und der Jungfrau Maria gewidmet. Ein Neubau im romanischen Stil erfolgte vor 1037 durch den Bischof von Turin, Landolfo.
Die gotische Backsteinkirche wurde in ihrer jetzigen Form ab 1405 errichtet und im Jahr 1437 geweiht.
In der zweiten Hälfte des 19. Jahrhunderts erfolgten Renovierungen in den Seitenkapellen.